# Bacino di Ust'-Ilimsk
Il bacino di Ust'-Ilimsk (in russo Усть-Илимское водохранилище?, Ust'-Ilimskoe vodochranilišče) è un lago artificiale situato nella Russia siberiana centrale, nell'oblast' di Irkutsk, formato in seguito allo sbarramento del fiume Angara nei pressi della città di Ust'-Ilimsk.
La costruzione della centrale idroelettrica è iniziata nel 1963; il riempimento del bacino idrico risale agli anni 1974-1977. Durante la creazione del bacino idrico, 15-20.000 persone sono state reinsediate.
Quello di Ust'-Ilimsk è il terzo bacino idrico della regione di Irkutsk in termini di volume (dopo i bacini di Irkutsk e di Bratsk).  Il bacino è utilizzato per la produzione di energia elettrica, la navigazione, il rafting, la pesca e l'approvvigionamento idrico. La diga della centrale idroelettrica di Ust-Ilimsk è alta 110 m.

## Geografia

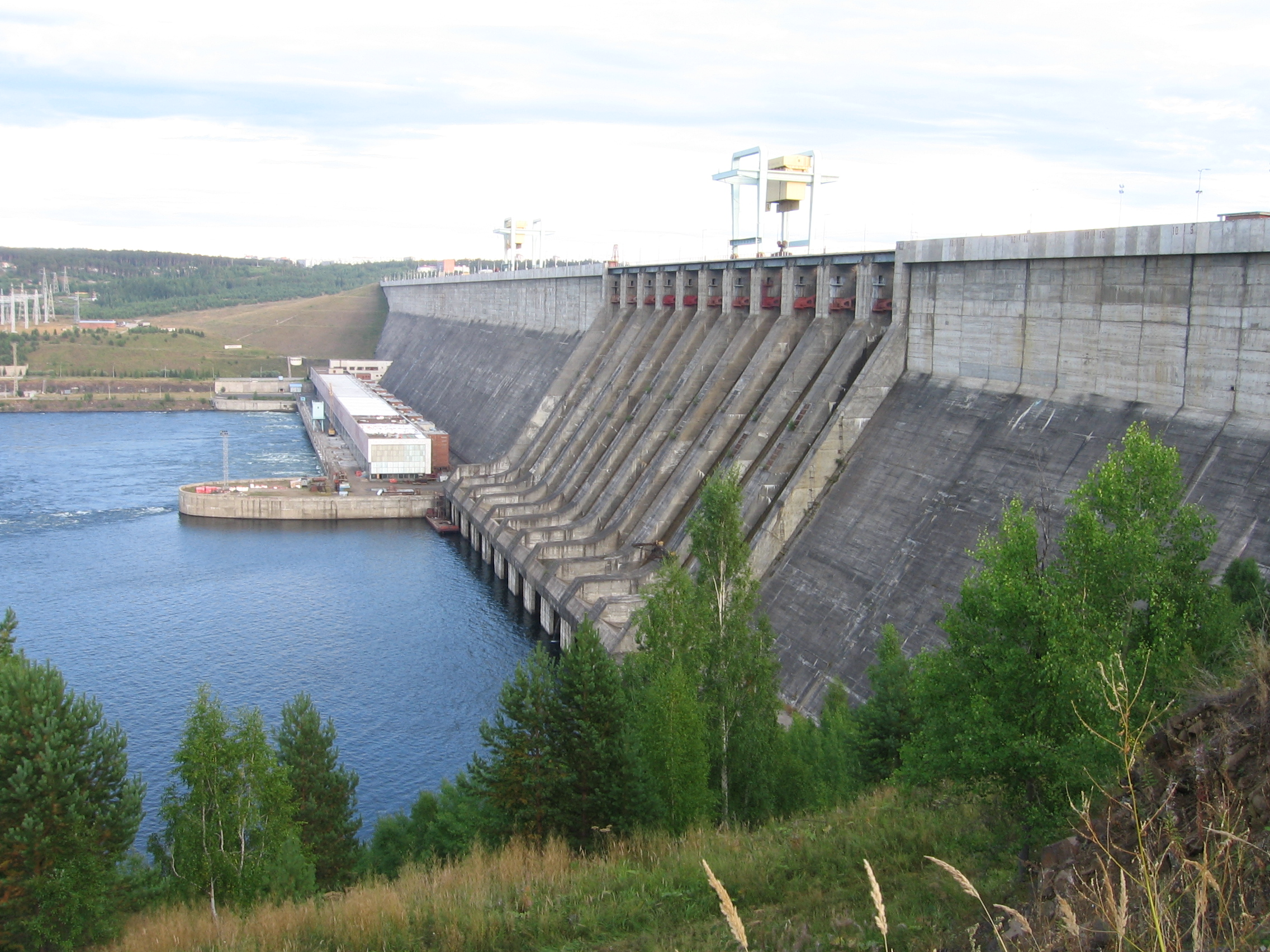
La diga di Ust'-Ilimsk

Il lago ha una superficie di 1 922 km2, una profondità media di 31 m con massimo di 97 e un volume di 58,93 km3. L'altezza va da 294,5 m fino a 296 m a seconda del livello di mantenimento. Il bacino, con numerose baie, è caratterizzato da un elevato sviluppo costiero che raggiunge i 2 500 km.
La temperatura media dell'acqua (nello strato superficiale di 1 m) nelle diverse parti del lago varia da 8 a 20 °C (luglio-agosto). In inverno, la durata della formazione del ghiaccio è di 5-7 mesi e lo spessore del ghiaccio è di 0,7-1,2 m.